# Gertrud Maria Mell
Gertrud Maria Mell, som sångare ibland Maria Mell, född 15 augusti 1947 i Dals-Eds församling, död 30 juni 2016, var en svensk kompositör, musiker och sjökapten. Hon arbetade som musiklärare, verkade som organist och kantor och ledde fyra körer. Mell började komponera 1961 och skapade fyra symfonier, olika klassiska stycken samt populärmusik.

## Biografi
Mell föddes 1947 i Ed, Dalsland, i sydvästra Sverige. Hon var dotter till Torsten Mell, en stationinspektör, och Iris Olofson. Från 1965 till 1967 studerade hon orkestrering och dirigering vid musikkonservatoriet i Lund, och fick en examen som organist och kantor 1967 och som kyrkans körledare 1968. Förutom musik studerade hon även sjöfart, kvalificerade sig som skeppare (1971), skeppsmekaniker (1979) och som sjökapten (1981).
Mell var organist i Töftedal kyrka 1967–1976 samt musiklärare i Ed 1969–1971 och i Bengtsfors 1972–1976. Under den perioden gav hon också privatlektioner i piano och sång. Från 1976 arbetade hon som sjöman på ett transatlantiskt skepp och tjänstgjorde som kapten 1982. 1982 utsågs hon till musiker vid Pater Noster-kyrkan i Göteborg.
Hon var aktiv som dirigent från 1961 och skrev fyra symfonier, en stråkkvartett, kammarmusik, körverk, orgelverk, sånger, symfoniska dikter samt pop- och dansmusik.
Mell gjorde minst två inspelningar: en LP med titeln Mell (1971) och Mermaid, en EP (1977), med låtarna "Avsked" och "Hav". På inspelningarna anges hennes namn helt enkelt som Maria Mell. 
På 1980-talet gifte hon sig med lektor Ned Sernhag, som också var sjökapten. De bosatte sig i Göteborg. Efter hans död flyttade hon tillbaka till barndomshemmet i Ed. Tillbaka i Ed engagerade hon sig kommunalt och regionalt för Sjukvårdspartiet Västra Götaland samt i nykterhetsrörelsen. Hon avled 2016.